# Una lampada alla finestra
Una lampada alla finestra è un film del 1940 diretto da Gino Talamo.

## Trama
Un padre disperato e in preda alla follia per la morte dell'adorato figlio, che credeva ingiustamente essere l'autore di un furto, ogni sera mette una lampada accesa sul davanzale della finestra, nella speranza che il figlio possa tornare. Una sera bussa alla porta un vagabondo che l'uomo crede essere il figlio scomparso. Il nuovo arrivato conosce la sorella del figlio morto e se innamora ricambiato, ma pensando alla sua storia di fallito preferisce allontanarsi dalla casa per rifarsi una vita ed essere meritevole dell'amore della giovane. Il padre nuovamente disperato ricolloca la lampada alla finestra.

## La critica
Giuseppe Isani, nelle pagine del periodico Cinema del 10 marzo 1940 « Il caso di Una lampada alla finestra, è molto più grave di quel che non sembra a prima vista. Non si tratta soltanto di un brutto film, un artista della levatura di un Ruggeri rischia di giocare tutto se stesso in lavori simili e più ancora con simili recitazioni. Anche gli altri attori non coprono le pecche del soggetto ma ne accentuano la miseria »

## Produzione
Prodotto da Eugenio Sansoni per Europa Film, la pellicola, tratta dal dramma teatrale di Gino Capriolo, venne girata negli studi di Cinecittà nell'autunno del 1939.

## Distribuzione
Il film venne distribuito nelle sale cinematografiche italiane il 10 febbraio del 1940.